# Aponogeton vallisnerioides
Aponogeton vallisnerioides là một loài thực vật có hoa trong họ Aponogetonaceae. Loài này được Baker mô tả khoa học đầu tiên năm 1875.